# The Heart of Justice
The Heart of Justice è un film per la televisione del 1992 diretto da Bruno Barreto.

## Produzione
Il film, diretto da Bruno Barreto su una sceneggiatura di Keith Reddin, fu prodotto da Donald P. Borchers per la Amblin Television, la Brandman Productions, la Planet Productions e la Turner Pictures.

## Distribuzione
Il film fu trasmesso negli Stati Uniti il 20 febbraio del 1993 con il titolo The Heart of Justice sulla rete televisiva TNT.
Alcune delle uscite internazionali sono state:
- nel Regno Unito il 15 ottobre 1992
- in Finlandia nel 1993 (Murhan mysteeri)
- in Germania il 14 giugno 1993 (Im Herzen der Rache)
- in Portogallo (Justiça Traída)
- in Spagna (La otra cara de la justicia)
- in Brasile (O Coração da Justiça)
- in Serbia (U srcu pravde)

## Promozione
La tagline è: "Some prefer to keep it in the family.".